# Zenodorus wangillus
Zenodorus wangillus es una especie de araña saltarina del género Zenodorus, familia Salticidae. Fue descrita científicamente por Strand en 1911.
Habita en Indonesia (isla Aru).